# Trance
|  | Per a altres significats, vegeu «Trance (desambiguació)». |

Trance psicodèlic com a gènere musical de música electrònica: el mot "trance" prové del llatí transire (compost de trans, ‘més enllà’ i ire, ‘anar’), i es refereix a un estat no ordinari de consciència, que pot arribar a ser hipnòtic i/o d'èxtasi. A nivell musical presenta nombroses variants: des dels ritmes més ambient i de bpms (beats per minute, pulsacions per minut) més baixes típiques del downtempo o chill ambient (entre 80 i 110 bpms per regla general) fins als ritmes del trance progressiu (entre 130 i 140 bpms) als ritmes més accelerats del full-on (145 bpms) o del dark psy trance (superiors a 150 bpms), seguint el patró rítmic four-on-the-floor. És la música característica de festivals, festes i celebracions realitzades arreu del món sota el lema "Gatherings of the Tribes" (reunions de la tribu), coincidint (o no) amb esdeveniments tals com eclipsis i llunes plenes.

## Gèneres
Com la majoria de gèneres de música electrònica, el trance s'ha dividit en gèneres i subgèneres on centren els esforços els diferents grups. Els més destacats són:
- Trance àcid
- Dream trance
- Eurotrance
- Futurepop
- Goa trance
- Trance balear
- Hard trance
- Psychodelic trance
- Trance vocal
- Trance metall